# Station Voujeaucourt
Station Voujeaucourt is een spoorwegstation in de Franse gemeente Voujeaucourt. Het wordt bediend door treinen van de TER Bourgogne-Franche-Comté, met bestemmingen Dole en Besançon.